# تپه قوشابولاغ ۲
تپه قوشا بولاغ ۲ مربوط به دوره اشکانیان - دوره ساسانیان است و در شهرستان ماهنشان، بخش مرکزی، دهستان ماهنشان، روستای سهند علیا، سمت شرق قوشا بولاغ ۱ واقع شده و این اثر در تاریخ ۱۸ اسفند ۱۳۸۷ با شمارهٔ ثبت ۲۵۳۴۶ به‌عنوان یکی از آثار ملی ایران به ثبت رسیده است.